# دانویچ
latitudeدانویچlongitudeدانویچ
دانویچ (به انگلیسی: Dunwich) یک روستا و فیلم در بریتانیا است که در انگلستان واقع شده‌است.

## خصوصیات
دانویچ ۸۴ نفر جمعیت دارد.